# Godyris sosunga
Godyris sosunga är en fjärilsart som beskrevs av Tryon Reakirt 1865. Godyris sosunga ingår i släktet Godyris och familjen praktfjärilar. Inga underarter finns listade i Catalogue of Life.